# Chery eQ7

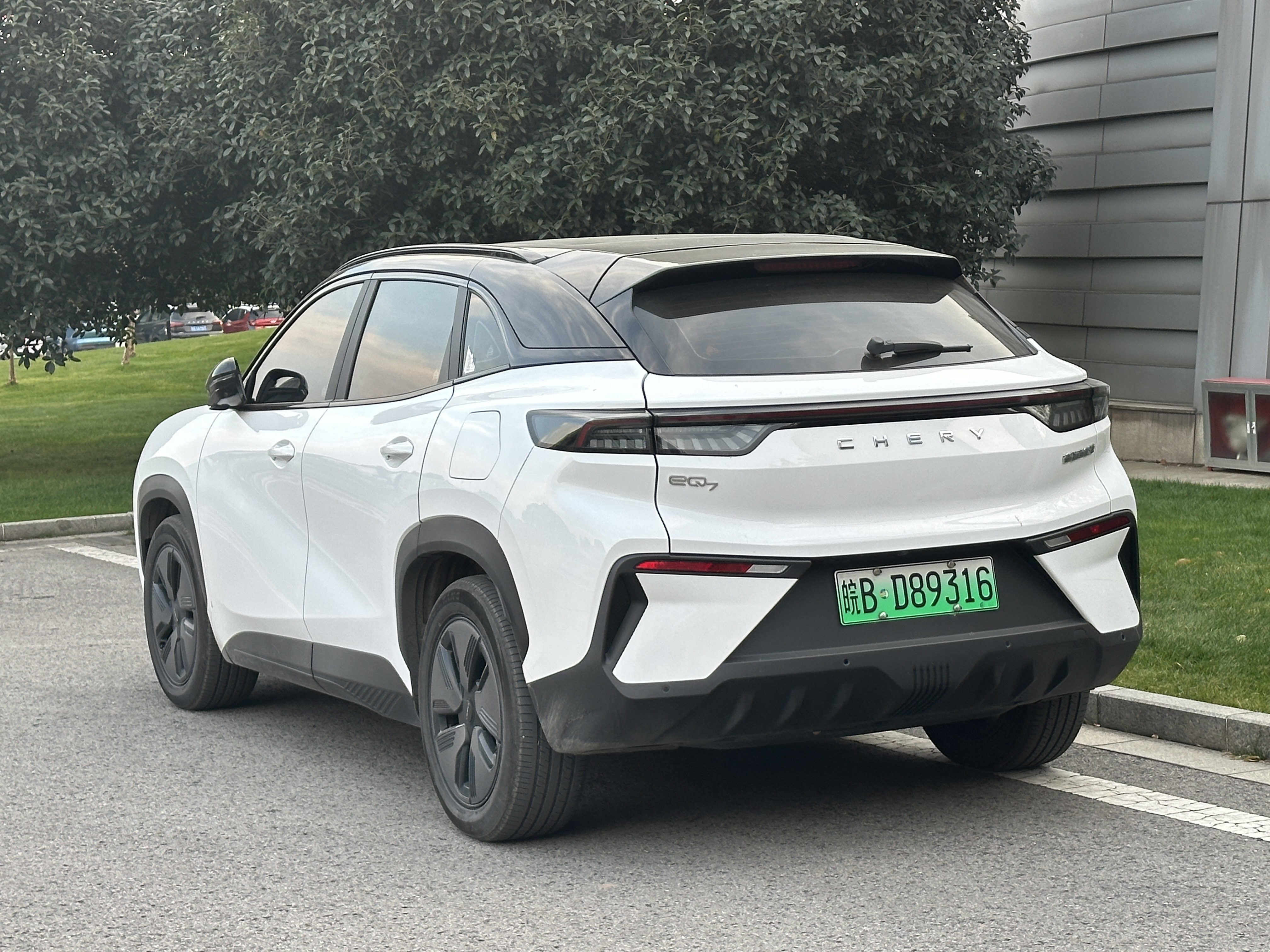
Вид сзади

Chery eQ7 (舒享家) — среднеразмерный электромобиль-кроссовер, выпускаемый китайской компанией Chery с 2023 года. Является фейслифтингом Chery eQ5.

## Описание
Chery eQ7 оснащён электродвигателями мощностью 135—155 кВт и крутящим моментом 225—285 Н·м. Максимальная скорость составляет 180 км/ч, а разгон до 100 км/ч происходит за 4 секунд. Запас хода по циклу CLTC составляет 412—512 км. Ёмкость аккумулятора варьируется от 53,87 до 67,12 кВт·ч. Внешне автомобиль представляет собой электромобиль на базе Jetour Dashing.
Приборная панель автомобиля значительно изменена: трансмиссия управляется правым подрулевым переключателем, а на центральном тоннеле расположены USB-розетки. На центральной консоли вместо кнопок климат-контроля расположены заглушки. Объём багажника составляет 40 литров.
Chery eQ7 выпускается в комплектациях Air, Pro и Max. Конкурентом является Nio ES7.

### Стоимость
Цены на Chery eQ7 варьируются от 37 800 до 49 070 долларов.